# Szabad Imre
Szabad Imre (eredeti neve: Freireich; angolul: Emery Szabad és Emeric Szabad) (? 1822. – Boerne, Texas, 1894. március 13.) magyar, olasz és amerikai szabadságharcos; jeles politikai, hadtörténeti író és fordító.

## Életútja
Az 1848–49-es forradalom és szabadságharc ideje alatt titkár volt a magyar hadügyminisztériumban, de harctéri szolgálatot is teljesített. A világosi fegyverletétel után külföldre menekült, Londonba, Edinburghba, majd Itáliába ment, hogy részt vegyen Giuseppe Garibaldi felszabadító harcaiban, Figyelmessy Fülöp parancsnoksága alatt teljesített szolgálatot az itáliai híres Magyar Légió huszárezredében. A Magyar Légió első feloszlatása után 1862-ben az Egyesült Államokba ment, s bekapcsolódott az amerikai polgárháborúba Daniel E. Sickles tábornok oldalán, akivel még Londonban ismerkedett meg. 

Libby börtön, 1865

A harcok során a déliek fogságába került Kovács István őrnaggyal együtt, s a hírhedt Libby börtönbe (Richmond, Virginia) vetették őket, ahol a foglyoknak nem adtak enni, s így közülük nagyon sokan éhen haltak. Szabad Imre fogoly-csoportját sikerült kicserélni, s így tovább szolgáltak. Szabad Imrét 1862 június 16-án kinevezték ezred segédtisztnek, 1865 februárjában L. B. Ayres tábornok mellé osztották be adjutánsnak, 1865 március 13-án alezredes, két hétre rá a petersburgi csatában (Petersburg) tüntette ki magát, s ezredessé léptették elő. Súlyosan megsérült a nyakán és a jobb vállán, sebesülései nyomait egész életében viselte. 1865 október 7-én szerelt le.
A polgárháború után a galvestoni kikötő helyettes felügyelőjének nevezték ki Texasban. Később sikeres vállalkozásokba fogott. A harcok szüneteiben, s nyugodtabb napokon politikai és hadtudományi tartalmú könyveket írt és fordított, például 1854-ben írta magyar vonatkozású Hungary Past and Present című kötetét, a hírhedt Libby börtönben írt naplóját Torontóban jelentették meg. 1868-ban Ulysses S. Grant elnökségéről írt könyvet francia nyelven. Az 1880-as népszámlálás alkalmával a texasi 
Laredóban élt. Súlyos betegségben hunyt el Boerne-ben (Texas) 1894 március 13-án. Sírhantja fölé majd csak 1987-ben emeltek síremléket.

## Kötetei (válogatás)
- Documentált felelet Kemény Zsigmondnak Forradalom után czímű munkájára / egy megbukott diplomatától. Pest : Emich Könyvkeresk., 1850. 36 p.
- Angol s magyar beszélgetések utazók és tanulók számára / Frereych Imre. Pest : Edelmann, 1851. 162 p.
- Hungary Past and Present: Embracing its History from the Magyar Conquest to the Present Time : with a Sketch of Hungarian Literature / Emeric Szabad. Edinburgh : Black, 1854. III, 3, 418 p.
- The Libby Prison diary of colonel Emeric Szabad / Stephen Beszedits. Toronto : B and L Information Services, 1999. 112 p.

## Fordításaiból
- Histoire de Washington et de la fondation de la république des États-Unis (magyar); Washington : az Amerikai Egyesült Államok köztársaságának megalapítása / François Guizot ; ford. Gyerőfy Gyula, Szabad Imre. Peest : Emich, 1851. 116 p.
- Mon(c)k chute de la république et rétablissement de la monarchie en Angleterre, en 1660 (magyar); Mon(c)k : az angol köztársaság bukása és a monarchia helyreállítása 1660-ban / François Guizot ; ford. Gyerőfy Gyula, Szabad Imre ; bev. Szabad Imre. Pest : Emich, 1851. 166 p.